# Most przez Wisłę w Chełmnie
Most przez Wisłę w Chełmnie – most drogowy na 807,5 km biegu Wisły (dolna Wisła) w Chełmnie. Przez most biegnie droga krajowa nr 91. Znajduje się on 33 km na północ od mostu fordońskiego im. Rudolfa Modrzejewskiego w Bydgoszczy i 20 km na południe od mostu autostradowego pod Grudziądzem.

## Historia

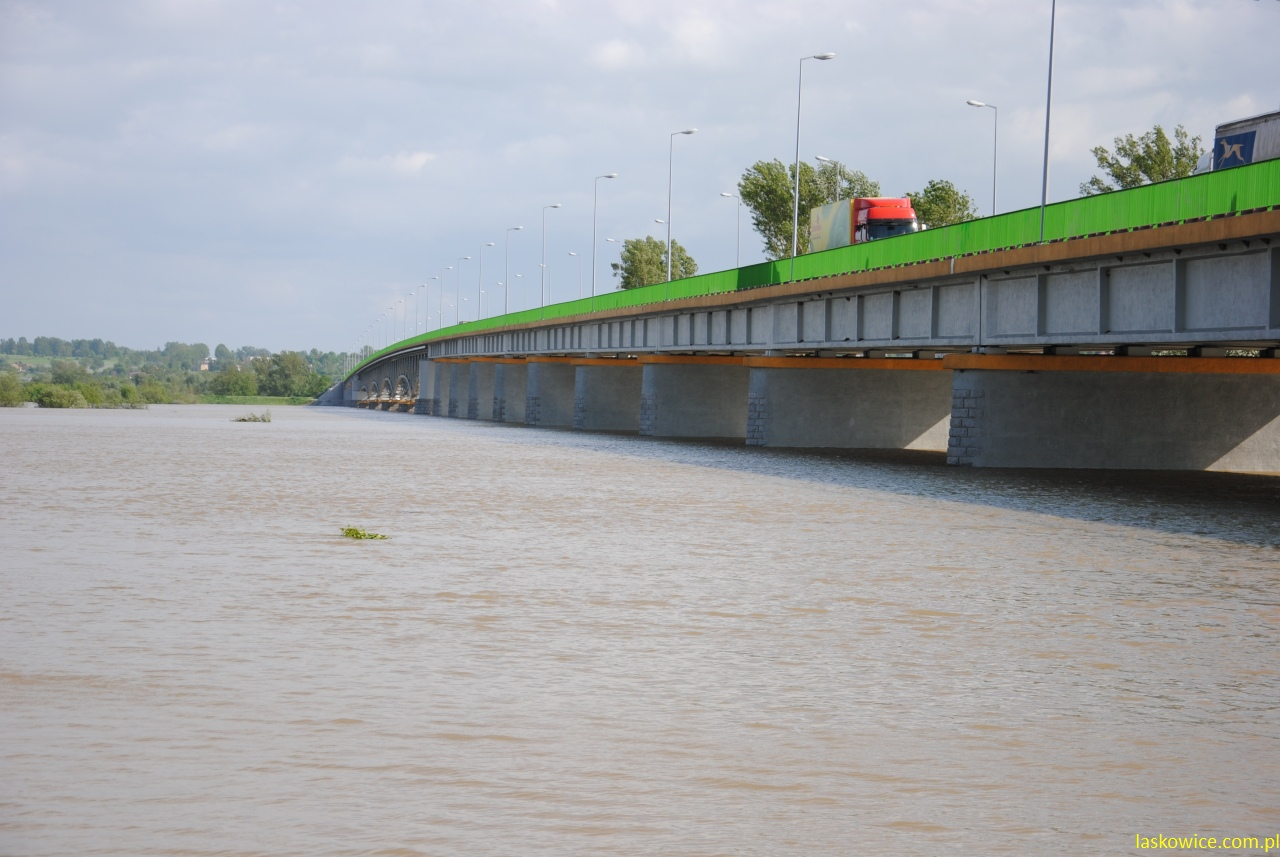
Most

W okresie międzywojennym i w czasie okupacji niemieckiej prawą (chełmińską) i lewą stronę Wisły łączył prom. Pod koniec II wojny światowej rozpoczęto budowę mostu drewnianego, który został ukończony w 1945. Jego konstrukcja okazała się jednak zbyt prymitywna, dlatego podjęto się budowy nowoczesnego mostu, który oddano do użytku w 1963. W 2007 most przeszedł gruntowną renowację, podczas której zmieniono jego konstrukcję. Przez niemal rok ruch na trasie E75 odbywał się po specjalnie w tym celu postawionym moście tymczasowym.